# 爛尾建築

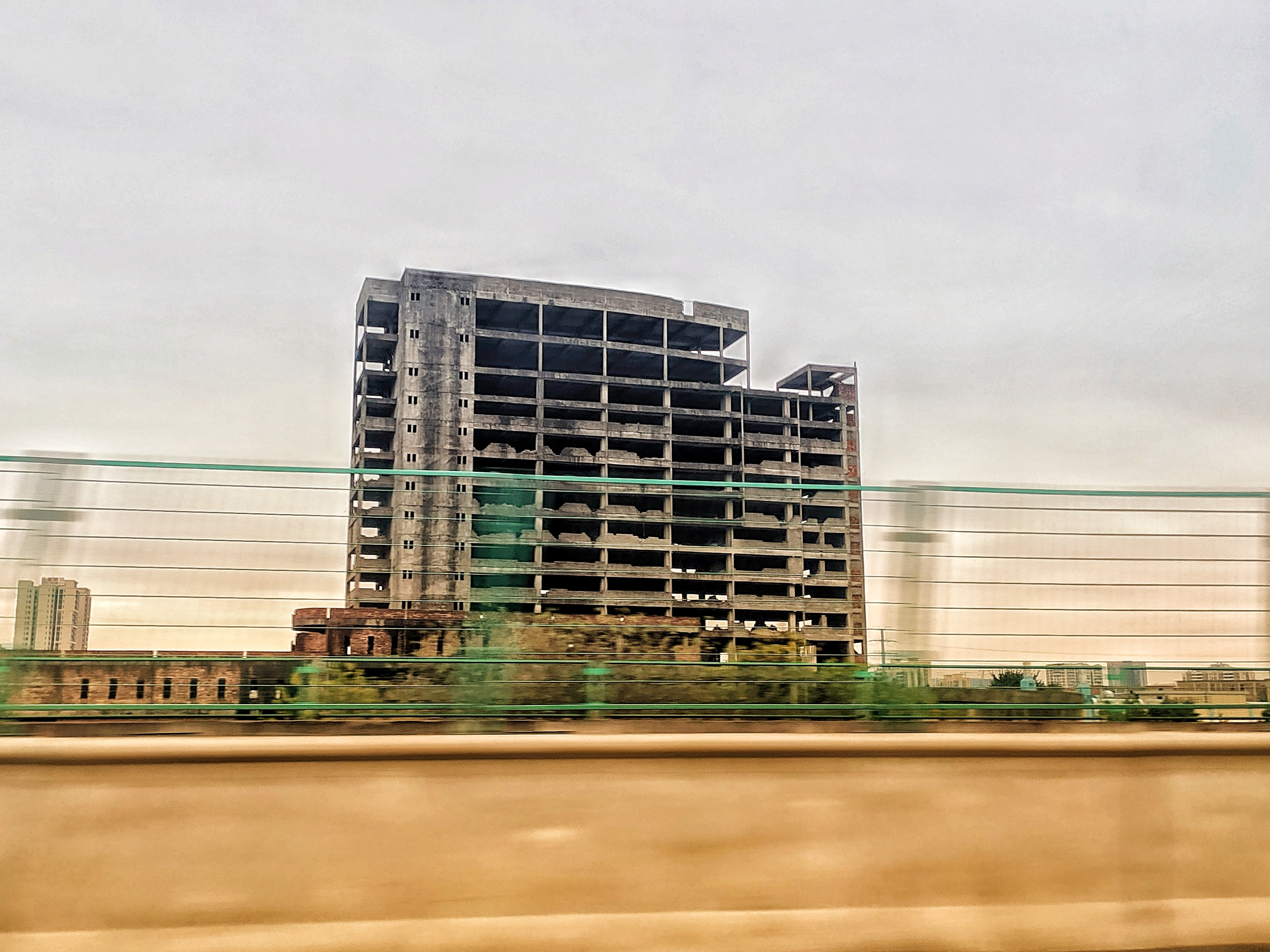
廣州市廣清高速旁的一棟烂尾建築

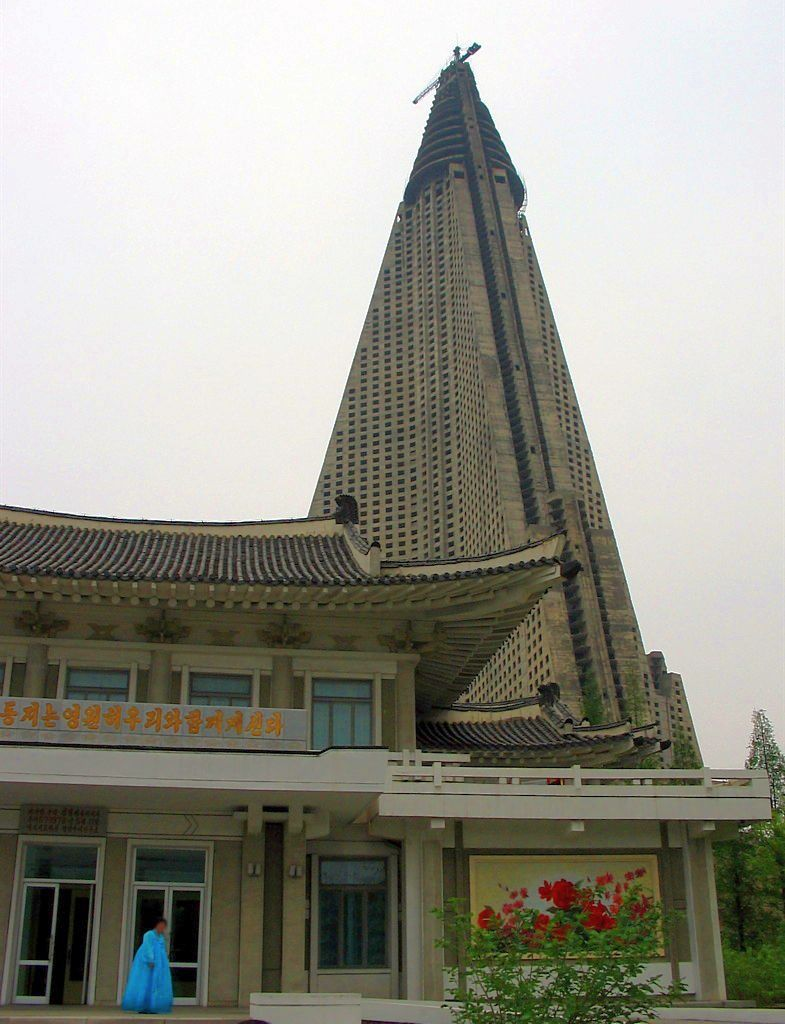
平壤的柳京饭店在1992-2012年间曾是朝鲜最著名的烂尾建築。

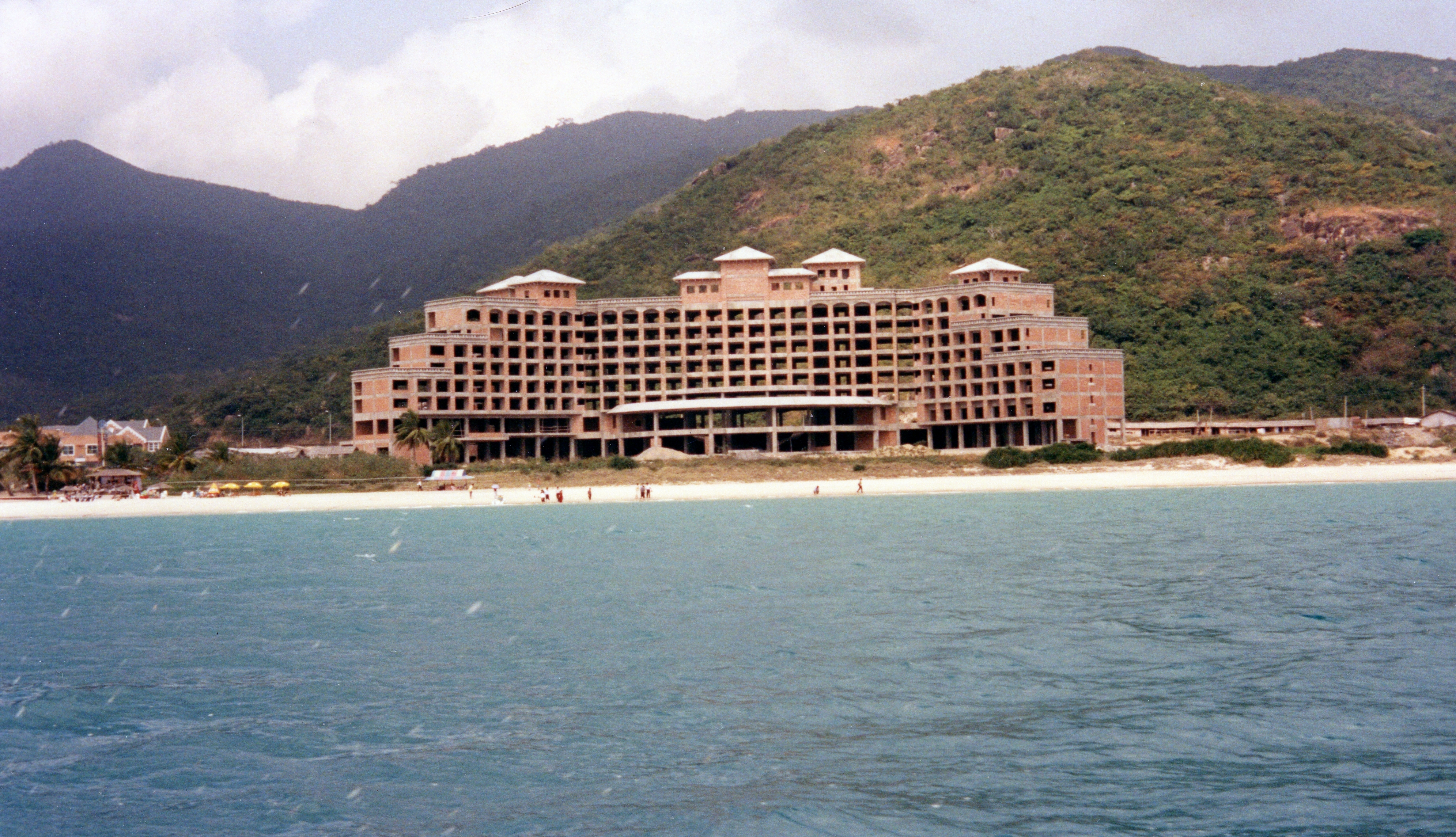
海南房地產泡沫后三亚的一间烂尾建築，摄于1999年

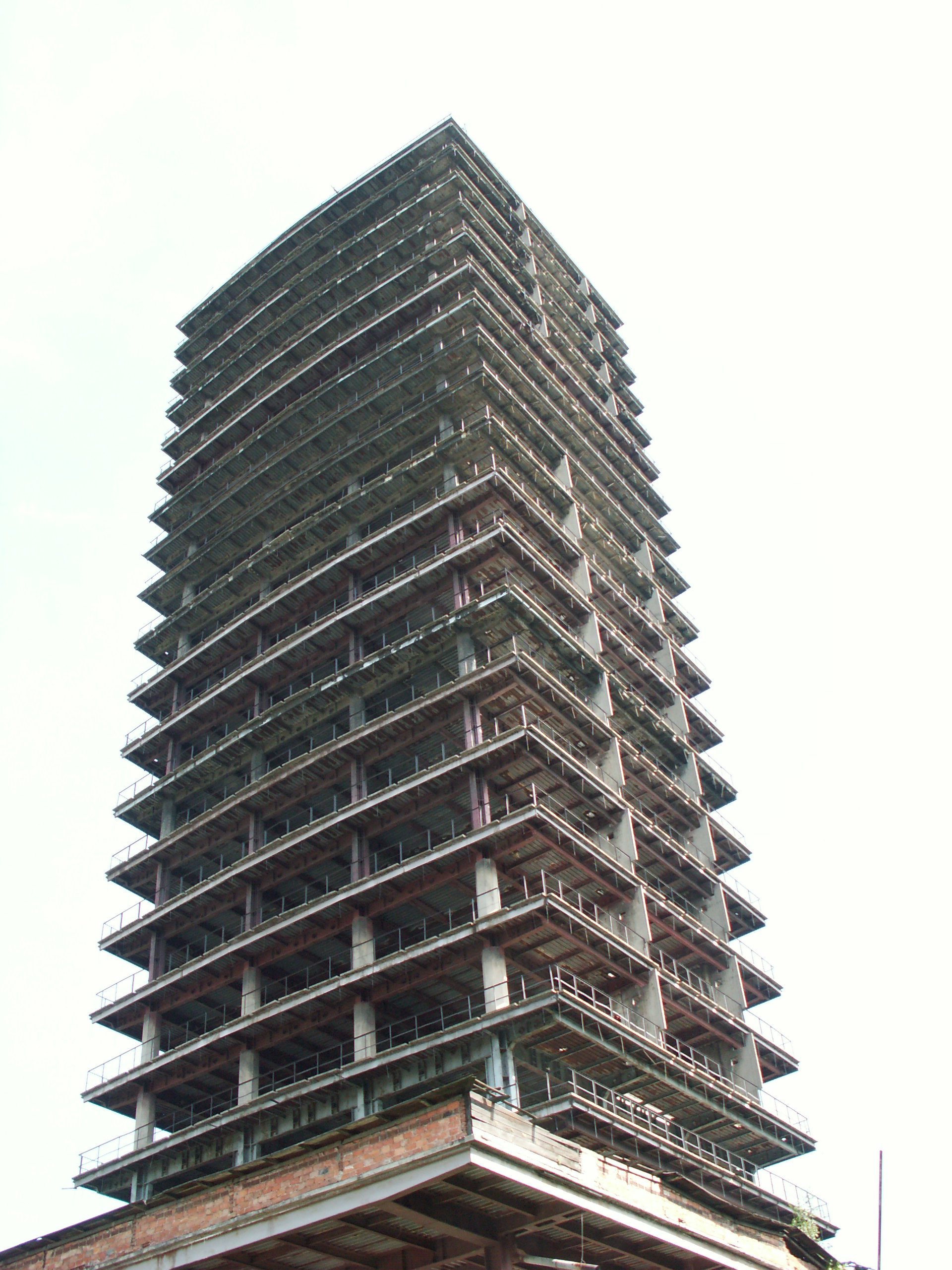
波兰克拉科夫的Unity Tower，于1981年至2016年未完工。

烂尾建築是指工程已開始，在半途因故停止而未能完成的建筑物，在世界各地皆有爛尾樓存在。烂尾建築起因通常是因為開發商（私人或政府）缺乏足夠資金，無力完成工程。此外，还有因为产权发生纠纷、工程品質不合格等原因而停工的项目，也算作烂尾建筑。烂尾楼則指烂尾工程中的樓宇建築。爛尾樓也引申出了「爛尾」小說、電視劇、動畫或漫畫，指故事半途而廢或草草了結。

## 危害
由于房地产是资金密集型行业，因此，烂尾建筑往往占用了大量的资金，包括大量借贷资金。因此，银行往往是最大的债权人，也是最大的直接受损者。银行不但损失利息收入，还很有可能损失本金，成為银行的不良资产。
烂尾建筑还有破坏城市形象，浪费土地资源，以致破坏投资者信心等危害。並且，由於房地产需耗用大量環境資源，因此烂尾建筑會造成嚴重的環境汙染與環境資源浪費，而且不能創造效益。

## 預防與善後
- 預防
  - 严格审批物业发展项目，嚴格管控開發商的财政能力及施工的技术水平，確保開發商能將物业項目完成。
  - 物业买卖中央注册制，提高透明度，禁止越權售樓，或者重复售卖同一物业单位给两位不同的买家；
  - 合理安排现金流、财务计划，加强资金监管，避免管理人挪用公款作其他高风险投机（例如炒外汇、期指及赌博）。
  - 加强商业道德教育，重视商誉，法制观念，避免官商勾结，谢绝贪污活动。
  - 在建設前應充分評估一切條件，包括經費、環境評估、建設效益等，確保建設項目能順利完工並發揮預期效益

- 善後
  - 解決未能完成的因素（包括法律、產權、資金、債務、技術等原因），由原開發商或他人接手，把烂尾建筑完工。
  - 与债务人达成债务和解或债务重组。
  - 重新再建，推倒重做。
  - 作为不良资产拍卖。
  - 拆除烂尾建筑。
  - 將烂尾建筑改做他用，例如用於觀光

## 實例

### 中華人民共和國
- 北京故宮延禧宮靈沼軒
- 北京長安8號
- 廣州中水廣場
- 廣州新中国大厦
- 廣州建业大厦
- 廣州澳洲山莊
- 中山頤悅廣場
- 中山亞洲廣場
- 中山魅力東方
- 中山聖賢山莊
- 潮州国际大酒店
- 珠海巨人大厦[2]
- 石家庄市长安区行政中心
- 石家庄祥云国际[3]
- 武汉武汉绿地中心（因淨空高度限制被迫停工，现已完工，即将开业）
- 武汉武汉中心（虽然外表建成，但因为开发商资金问题和政策更改而烂尾，并导致整个武汉中央商务区项目彻底停工）
- 内蒙古包头地铁
- 貴州省黔南布依族苗族自治州獨山縣高爾夫球場、獨山大學城、「天下第一水司樓」、毋斂古國等建築群（独山县债务问题）
- 天津鐵獅門金融廣場（只打了試樁；而土地最後已被收回）
- 天津高銀金融117（主樓及三座副樓曾分別停工三次及兩次，目前已抵押的兩幢及主樓再次停工，世界最高爛尾項目）
- 大连大连绿地中心
- 大连金座广场（大连最高爛尾建築，1994年7月動工，截至2020年4月只完成65%）[4][5]
- 长春金座大厦（烂尾25年）[6][7]
- 昆明別樣幸福城[8]
- 昆明丽阳星城二期[9][10][11][12]
- 郑州融创中永中原大观（参见亮亮丽君事件）

### 香港
- 新城市廣場戲院大樓（樓齡僅22年的原建築物在2007年拆卸重建，重建中的地盤於2009年起停工，直至2013年再開始拆卸工程，2016年10月再次動工，最後至2018年6月落成啟用，業主損失約11年租金）[13]
- 星凱·堤岸（地基工程開始後不久停工，於地盤易手後恢復施工，至2023年落成入伙）
- 天生樓（於2012-2016年間停工，及後於2018年落成入伙）
- 日出康城第三期緻藍天（於2011-2012年間停工，及後於2016年落成入伙）
- 葵盛東邨盛國樓、金坪邨、城門谷游泳池（由海成建築承建，曾涉及工程爛尾事件）
- 顯徑邨第二及第三期、耀安邨第一期（由祥記建築承建，曾涉及工程爛尾事件[14]）
- 天頌苑頌波及頌浩閣（由耀榮建築承建，同時涉及工程爛尾及短樁事件）
- 清河邨第一及第二期、石排灣邨重建二期（由德信建築承建，曾涉及工程爛尾事件）
- 益昌大廈、海山樓等五幢住宅（俗稱「怪獸大廈」。發展時原名「百嘉新邨」，但原發展商突然失蹤，於是由其他發展商接手）
- 瑞峰花園（於1982-1986年間停工，於交還政府宿舍座別用地後復工）
- 東區醫院
- 聖若瑟安老院重建項目

### 澳門
- 海一居
- 御海·南灣[15]

### 臺灣
- 台北市北投泊山妍 [16]
- 台北市大同區嘉源埕驛[17]
- 新北市中和區青慕淳[18]

### 其他地區
- 北韓平壤柳京饭店
- 泰國曼谷沙吞獨特大樓
- 委內瑞拉嘉法安斯金融中心
- 俄罗斯加里寧格勒苏维埃大厦
- 俄罗斯莫斯科蘇維埃宮
- 马来西亚砂拉越古晋Taman Sentosa
- 马来西亚雪兰莪州云顶谷（Genting Valley Batang Kali）
- 美国辛辛那提地铁

## 參閱
- 工程倫理